# 劉思唐
劉思唐（1500年—？年），字尚友，號西崖，陝西寧夏右屯衛（賀蘭縣）軍籍，河南省祥符縣人，明朝政治人物。

## 生平
嘉靖十年（1531年）辛卯科陕西鄉試第十二名舉人，十一年（1532年）壬辰科第三甲第一百五十九名進士。十月改翰林院庶吉士，十三年十二月授戶部主事，改吏部主事，升員外郎、郎中，出為浙江提學副使，升湖廣右參政，官至按察使。

## 家族
曾祖劉智；祖劉三；父劉雄；母甘氏。具慶下，妻郭氏，子劉潛；劉渥；劉淹。